# 夏娃
夏娃或譯厄娃（羅馬化：Ḥawwāʾ，羅馬化：Heúa），伊斯兰教汉译作哈娃，是希伯來聖經《創世記》以及《古兰经》中的一个人物。根據亞伯拉罕宗教中的創世神話，她是世界上第一位女人。夏娃同時也是亞當的妻子。
根据《创世记》第2章，夏娃是上帝（耶和华）用亞當的肋骨造的亞當的伴侶。但她屈服于蛇的诱惑，从知善恶树上吃了禁果，還把果子分給亞當，結果第一批人類被逐出伊甸園。在如何看待亚当、夏娃不顺服上帝（常称为人的堕落）以及这些行为对全人类的后果的问题上，基督教各教会存在分歧。基督教和犹太教教义有时认为亞當（第一个男人）和夏娃对堕落负有不同程度的责任，而伊斯兰教教义认为二者负有同等责任。
按照古老的传统，天主教會将夏娃与亞當一并视为圣人。自中世纪以来，许多欧洲国家（包括德国、匈牙利、爱沙尼亚、立陶宛和斯堪的纳维亚国家）在12月24日庆祝传统的亞當與夏娃瞻禮。

## 词源

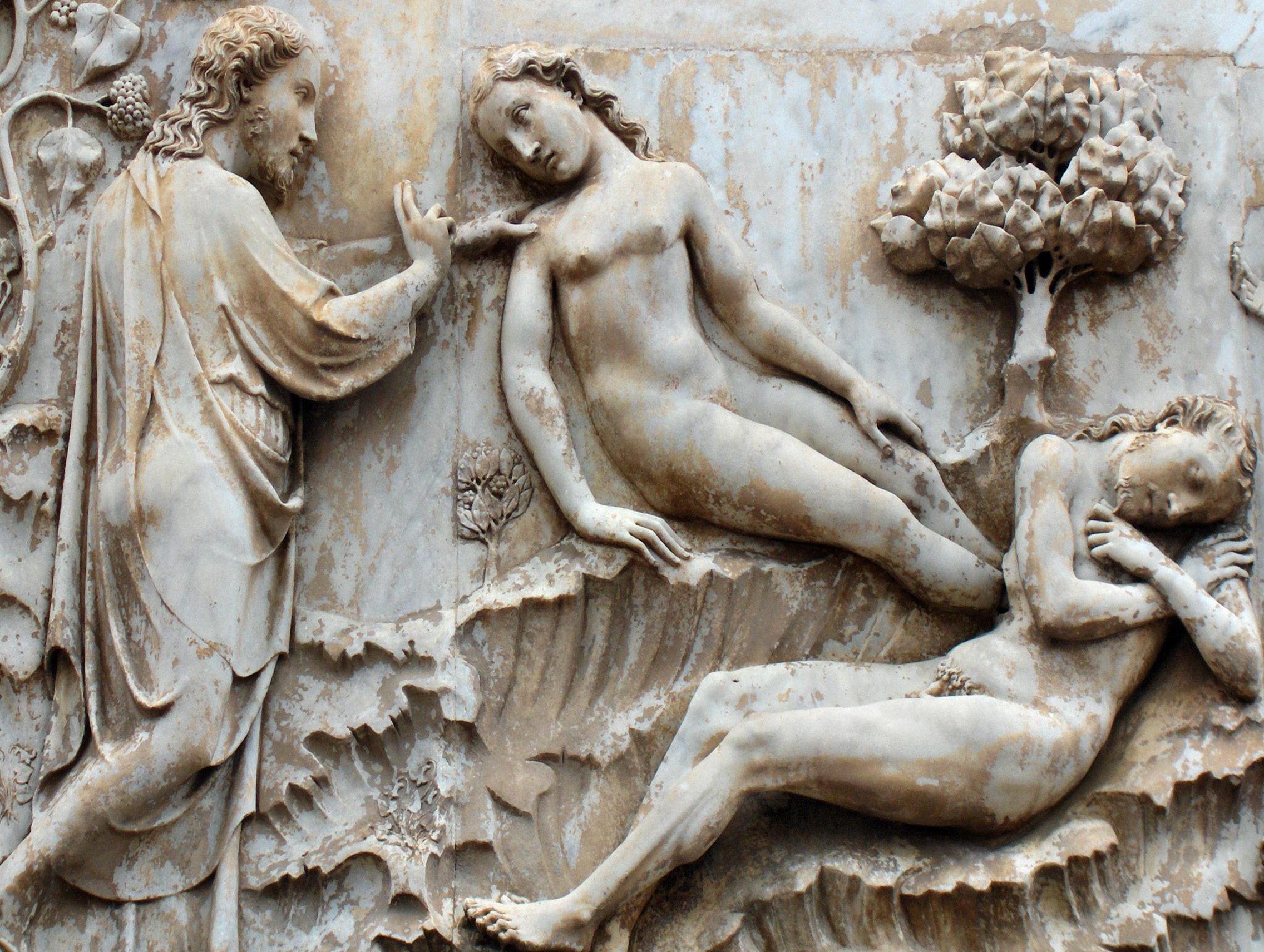
夏娃的创造 意大利奥尔维耶托主教座堂上的大理石浮雕，由洛伦佐·马坦尼创作

“夏娃”在希伯来语中是“Ḥawwāh”，最普遍的说法认为是“活物”（living one）或“生命之源”（source of life）的意思，因为其发音似“ḥāyâ”，即“生活”（to live），该词来自闪米特语词根“ḥyw”。
有人将Hawwāh与胡里安人女神Kheba比较，而根据阿马尔奈文书，青铜时代晚期耶路撒冷的人们崇拜Kheba。一些人提出，Kheba这个名字可能来源于基什第三王朝的第一任统治者Kubau。
女神阿瑟拉，即埃爾之妻、前1千纪以来的埃洛希姆之母被封为“Chawat”，后演变为亞拉姆語的“Hawwah”、英语的“Eve”。
还有人提出希伯来名“夏娃”（חַוָּה‬）也和亞拉姆語中表示“蛇”的词相似。该词源假说的是由于《創世記拉巴》20:11中提到了一处利用希伯来语“Chavvah”和亞拉姆語“chivviya”的谐音的双关语。尽管该用法有拉比教义思想的色彩，但尤利烏斯·威爾豪森和西奥多·诺德克等学者仍主张其词源相关性。

## 《创世记》中

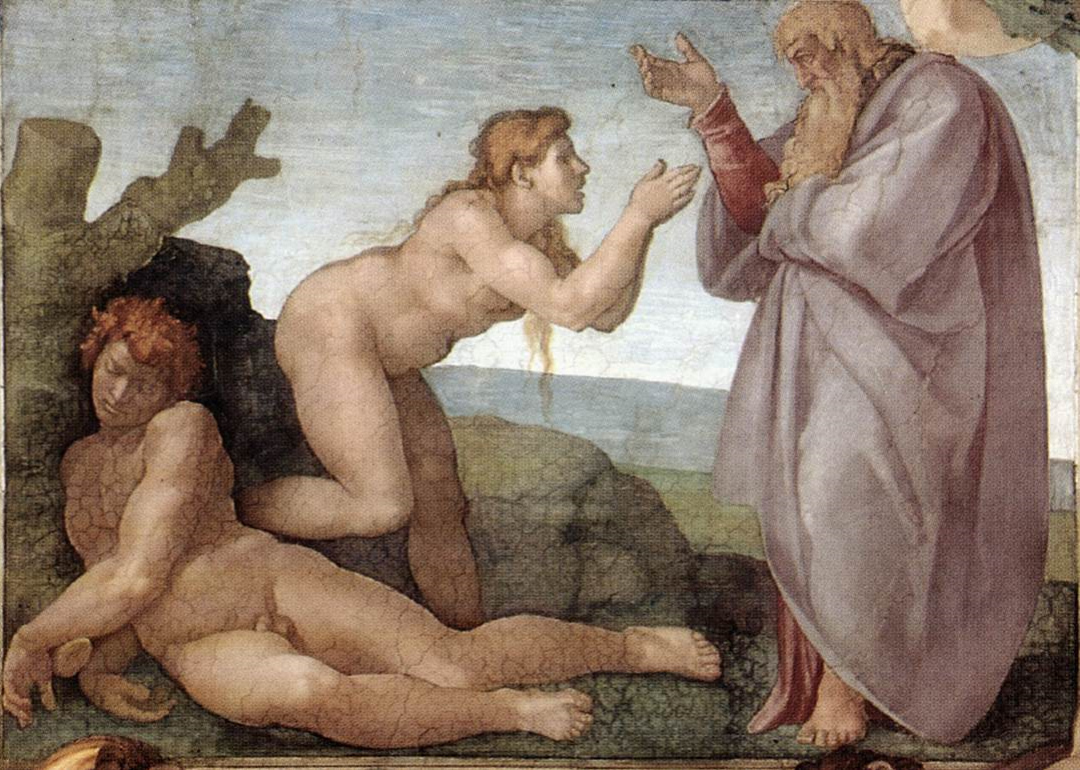
《夏娃的创造》，截取自米开朗基罗的西斯廷教堂天花板

### 创造

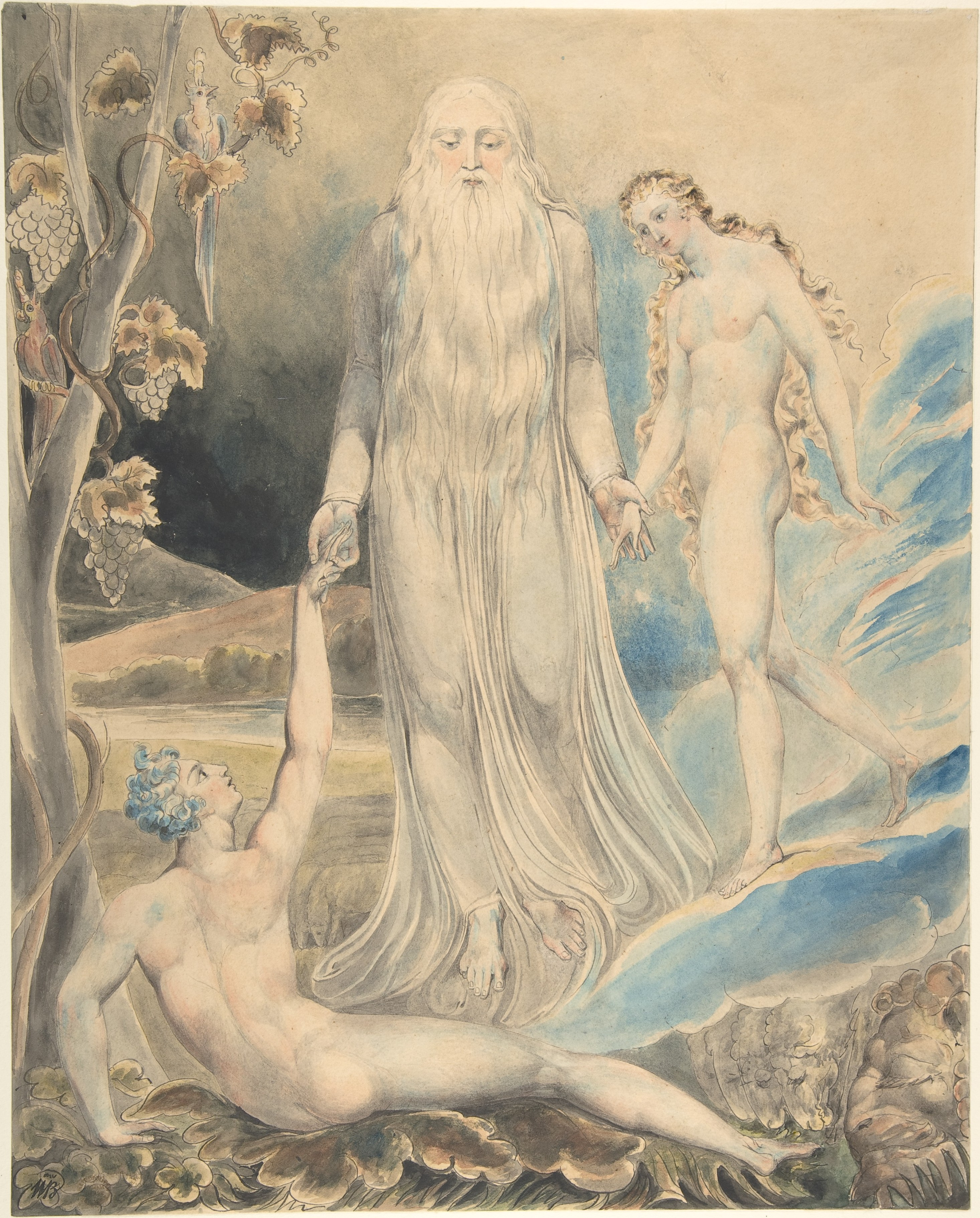
威廉·布莱克（William Blake）的《夏娃的创造》铅笔画，反映了“可以称她为女人”这段话。该作创作于约1803–05年，目前由大都會藝術博物館收藏

在《创世记》2:18-22中，女人作为男人的ezer ki-negdo被创造，这个词很难翻译。Ki-negdo的意思是“与他一起、相对，作为和他对应的人”，而ezer则是为了另一人积极地干预。女人被称为ishah，一种说法是她是从ish那里带走的，意思是“男人”；但这两个词实际上没有关联。后来，在伊甸园的故事之后，她将被取名为Ḥawwāh（夏娃）。该词在希伯来语中意为“生活”（living），来自一个可表示“蛇”的词根。长期以来的解经传统认为，使用男人的肋骨强调男人和女人都具有同等的尊严，因为女人是由与男人相同的材料制成的，也是通过相同的过程被塑造和赋予生命的。实际上，传统上翻译为“肋骨”（rib）的词也可以指侧（side）、室（chamber）或横梁（beam）。“肋骨”在苏美尔语中是双关语，既可指“肋骨”也可指“生命”。
上帝用“אַחַת מִצַּלְעֹתָיו‬（tsela）”创造了夏娃，传统上译为“他的一条肋骨”该术语还可以表示弯曲、跛行、逆境和侧。女性主义神学家最近对传统读物提出了质疑，他/她们建议将其改写为“侧”，以支持男女平等而非男尊女卑的理念。这样的解读与阿里斯托芬的爱的起源的故事和柏拉图的《會飲篇》中性别分离的故事异曲同工。最近的一项意见基于男人和女人的肋骨数量相同，推测上帝取出的骨骼是陰莖骨，许多雄性哺乳动物的阴茎中都有这种小结构，但人类却没有。

### 驱逐出伊甸园

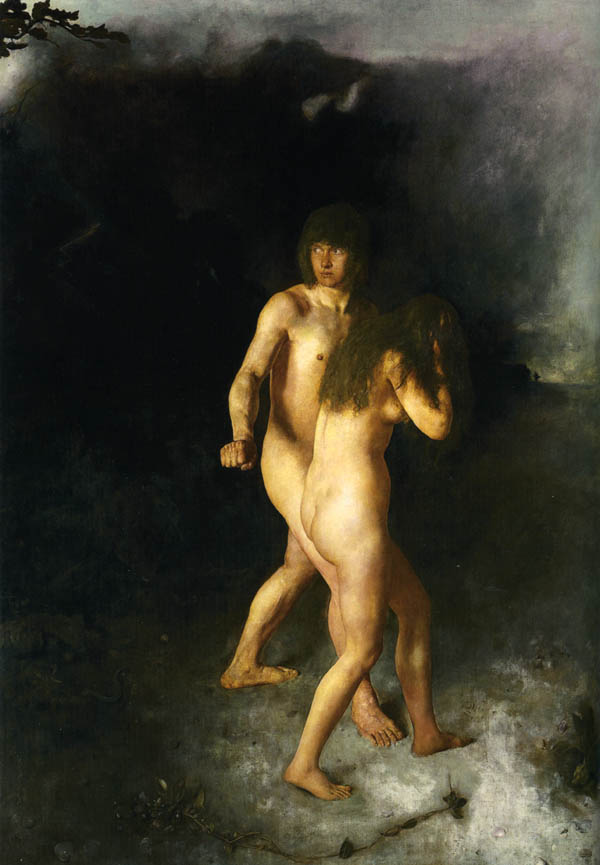
《亚当和夏娃被驱逐出伊甸园》，汉斯·海耶达尔，1877

夏娃出现在了《创世记》第3章的“赶出伊甸园”叙述中，该叙述在智慧传统中被称为寓言或“智慧故事”。由于经文使用的是四字神名“YHWH”，底本學說将这一部分的叙述归为耶和華文獻。
在驱逐伊甸园的叙述中，一条有腿的蛇（可能与巴比伦的伊什塔尔城门上出现的那条蛇相似）与女人之间进行了对话（3:1-5）。根据2:19，蛇被认为是耶和华在所造的野兽之一。女人愿意与蛇交谈，面对其对神的命令的质疑，女人食用了耶和华在2:17提到的禁果。蛇直接违反了耶和华的命令。亚当和女人也犯了罪（3:6-8）。耶和华质问亚当时，亚当将罪归因于女人（3:9-13）。然后，耶和华要求女人解释原因，而她指责那条毒蛇，于是蛇被诅咒以肚子爬行，从而失去了四肢。

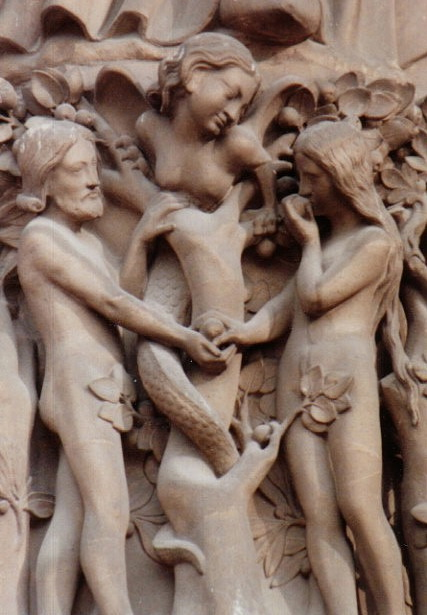
法国巴黎聖母院入口处的亚当、夏娃和蛇（雌性）的雕像。蛇被描绘为反映夏娃形象的写照在早期的圖像誌中很常见，因为女性被认为是人类原罪的根源。

然后神对所有犯罪者作出三项判决（3:14-19）。审判的神諭首先给蛇定罪，然后是女人，最后是亚当。蛇受到耶和华的咒诅后，女人受到的刑罚影响她的两个主要角色：生育和顺从丈夫的关系。随后是亚当的刑罚 。随后简短的经文描述了亚当的反应——给女人起名夏娃，以及耶和华用动物皮造服装（3:20-21）。伊甸园的故事以神的话语结束，其中作出了驱逐男人和女人的决定，并执行之（3:22-24）。

### 人类之母
夏娃（及其后的女人）被加以生活和分娩时的痛苦，并要在丈夫的管辖之下。亚当和夏娃育有两个儿子：該隱與亞伯，该隐是种地的，亚伯是牧羊的。亚伯死后，夏娃生了第三个儿子塞特，而挪亞（以及全部现代人类）是塞特的后裔。根据《创世纪》的记载，塞特出生于亚当130岁时，亚当“生了一个儿子，形像样式和自己相似”。《创世记》5:4表明，夏娃的儿女不仅有该隐、亚伯和塞特。

## 在其他作品中

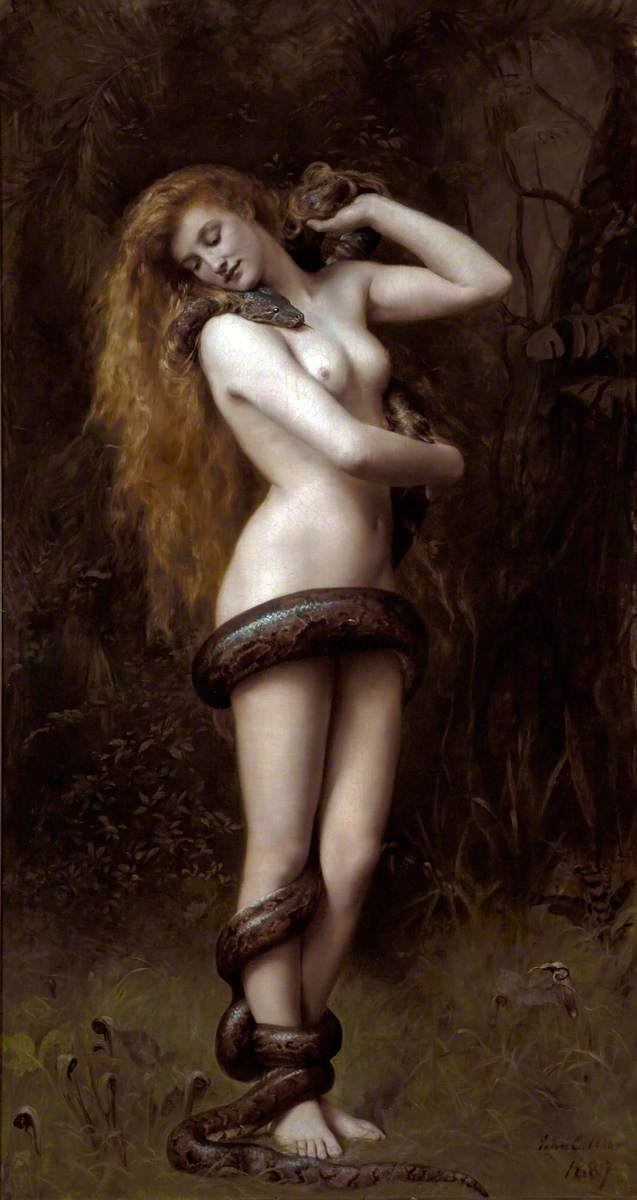
《Lilith》，約翰·柯里爾，1887

某些概念，例如蛇被视为撒旦、夏娃的罪恶是性诱惑，或者亚当的第一任妻子是莉莉丝，皆来自犹太伪经中的各种文学作品，但在《创世纪》或摩西五经中都没有。有关这些主题的有现存的希腊语、拉丁语、斯拉夫语、叙利亚语、亚美尼亚语和阿拉伯语著作，可以追溯到古老的犹太思想。其中有影响力的概念随后被基督教神学所采用，但未被现代犹太教所采用。这标志着两种宗教之间的根本分歧。伪经的一些最古老的犹太部分被称为初始亚当著作（Primary Adam Literature），其中一些作品被基督教化。基督教化的作品例子有《亚当夏娃书》，称为《亚当和夏娃与撒旦的冲突》，英文版由所罗门·凯撒·马兰译自埃塞俄比亚吉茲語（1882），还有题为《珍宝洞》的叙利亚文原创作品，奥古斯特·迪尔曼（August Dillmann）指出其与《冲突》有密切联系。

## 宗教观点

### 基督教
一些早期教父解释哥林多后书11:3和提摩太前书2:13-14时，认为使徒保罗因夏娃轻信蛇的诱惑、诱使亚当吃果实，并因吃果实本身的僭越，而提倡妇女保持沉默和顺服。
在2世纪初，特土良向女听众说，她们“是魔鬼的门户”，并继续解释道，所有妇女都应对基督的死负责：「由於妳們的背棄——也就是死亡——甚至連神的兒子都得死。」圣奥古斯丁用夏娃的罪过来证明他的人性因堕落而永久地受损了，这形成了天主教的原罪教义。都爾的額我略在有43位主教出席的马孔第三会议（公元585年）中记录道，一位主教坚持认为， “女人”不能放在“人”（homines）一词下，因为她对亚当的罪负有责任，并且灵魂有欠缺。但是，他的提案被驳回，未被进一步处理。
在基督教艺术中，夏娃最常被描绘成亚当的诱惑者，而且在文艺复兴时期，伊甸园里的蛇常常被描绘成与夏娃相同的女人脸。她也被与潘多拉的希腊罗马神话相提并论，其中潘多拉将邪恶带入了世界。
一些基督徒声称一夫一妻制在亚当夏娃的故事中有暗示，因为一个女人是为一个男人创造的。夏娃被带到男人的身边不仅意味着她在婚姻状态中处次要角色（哥林多前书11:9），而且还强调了夫妻之间的亲密结合以及女人对男人的依靠。
在传统基督教中，夏娃是马利亚（耶稣之母）的预示，马利亚有时也被称为“第二个夏娃”。

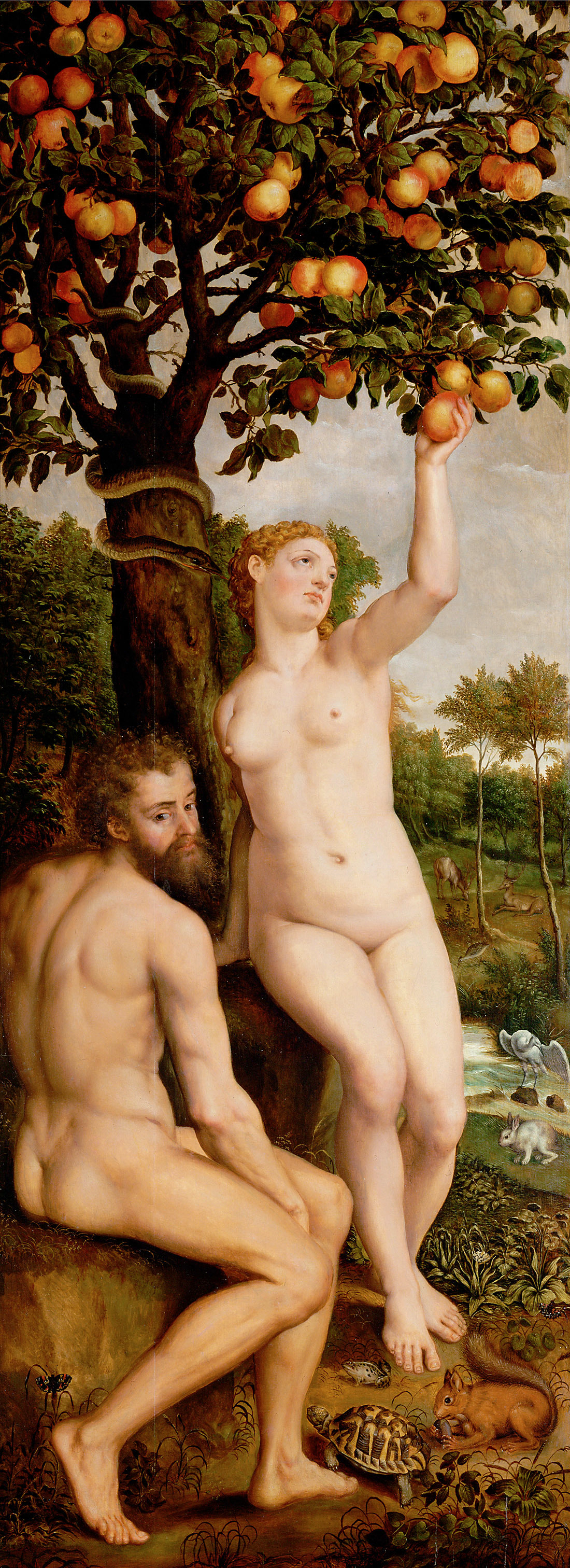
原罪，Michiel Coxie
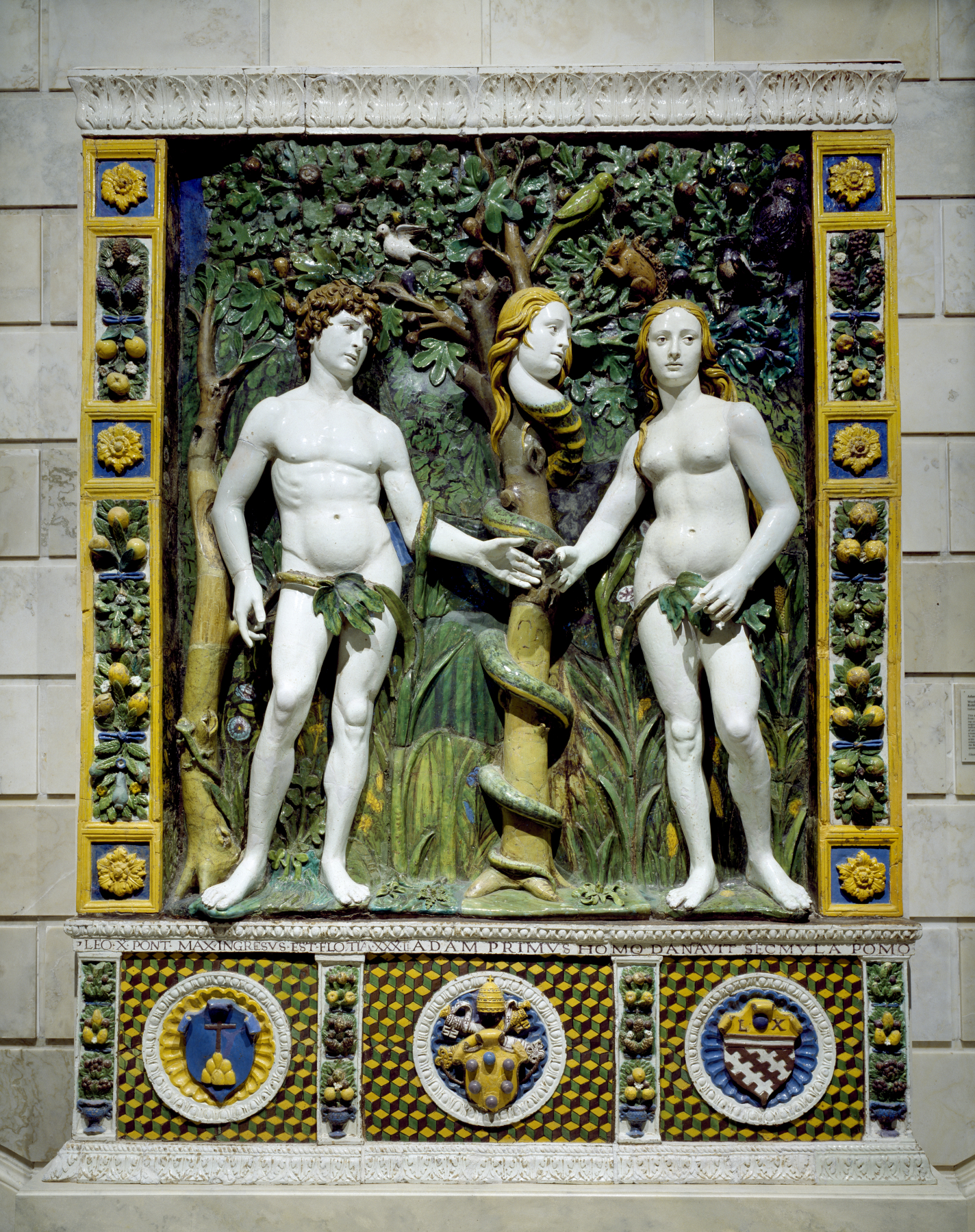
这件乔瓦尼·德拉·罗比亚工作室（Giovanni della Robbia）的作品中的蛇，有着一张类似于夏娃的女人脸。
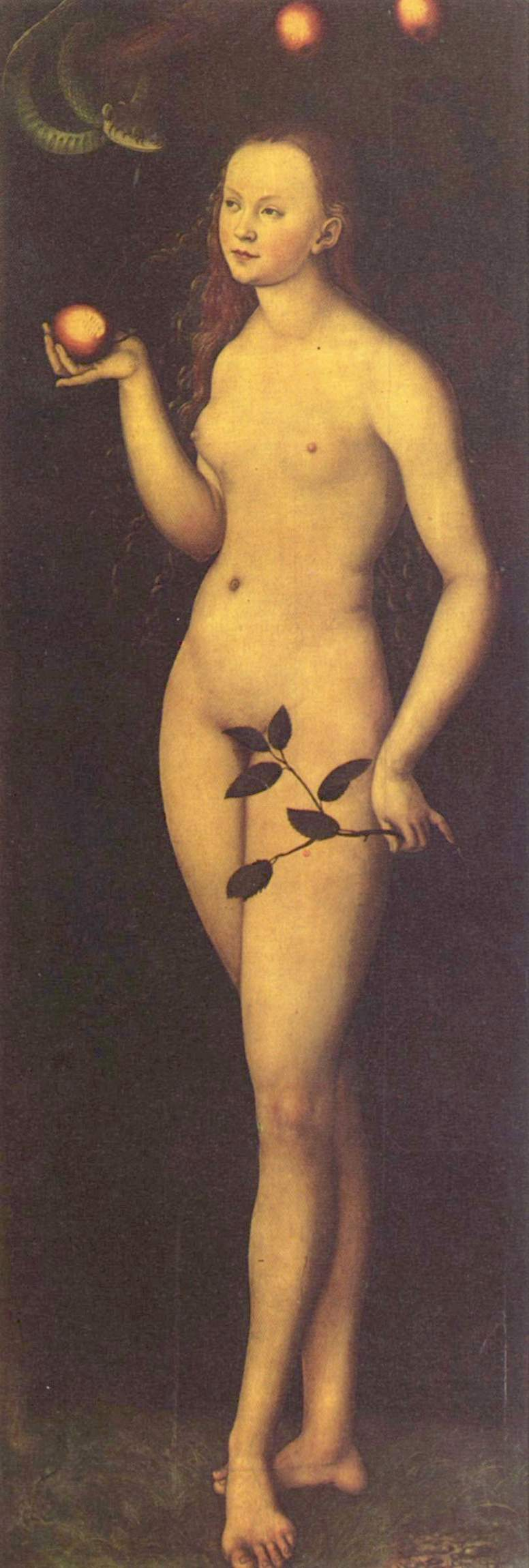
《夏娃》，老卢卡斯·克拉纳赫，1528年
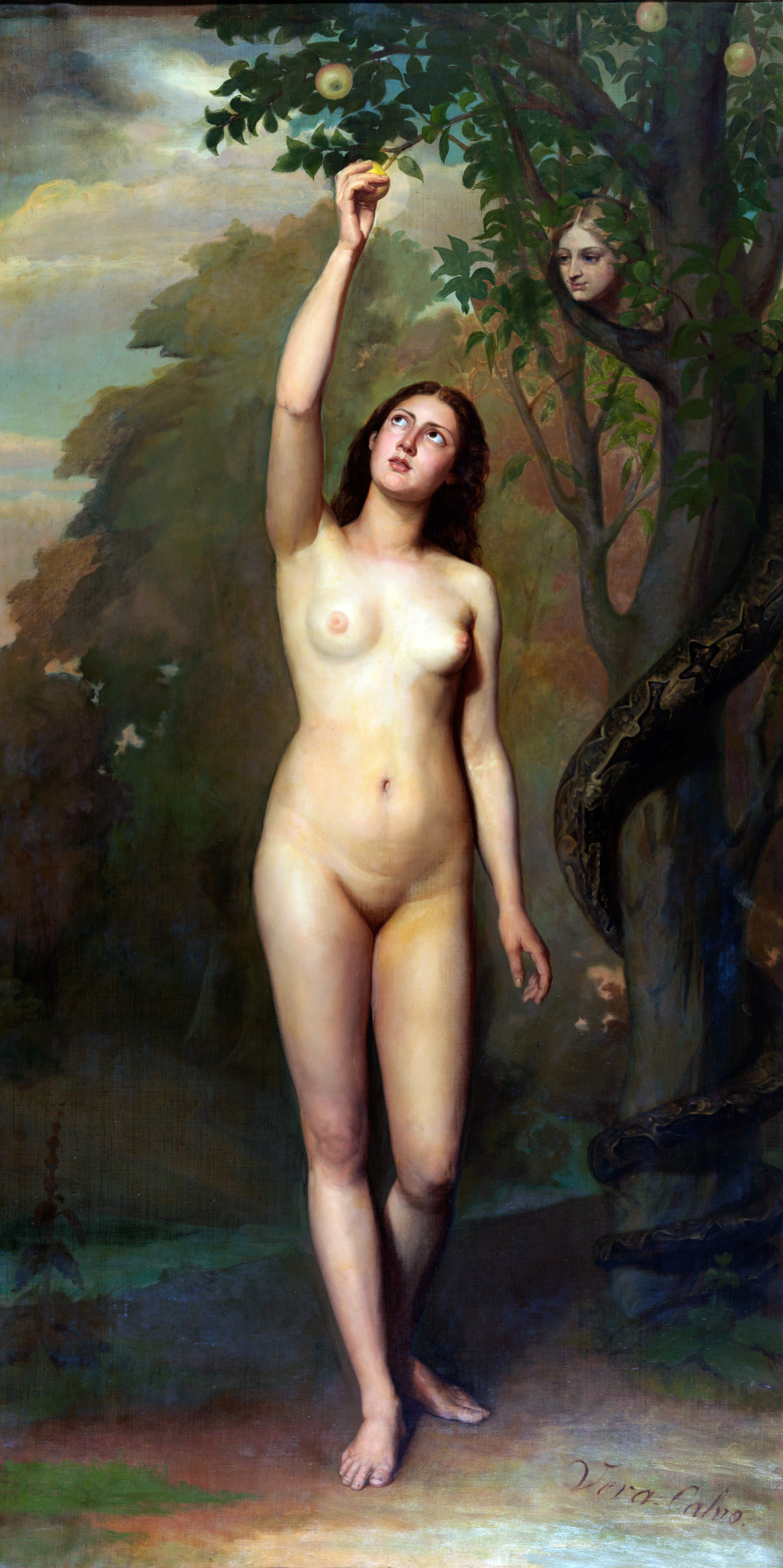
《夏娃》，Juan Antonio Vera Calvo，1871年
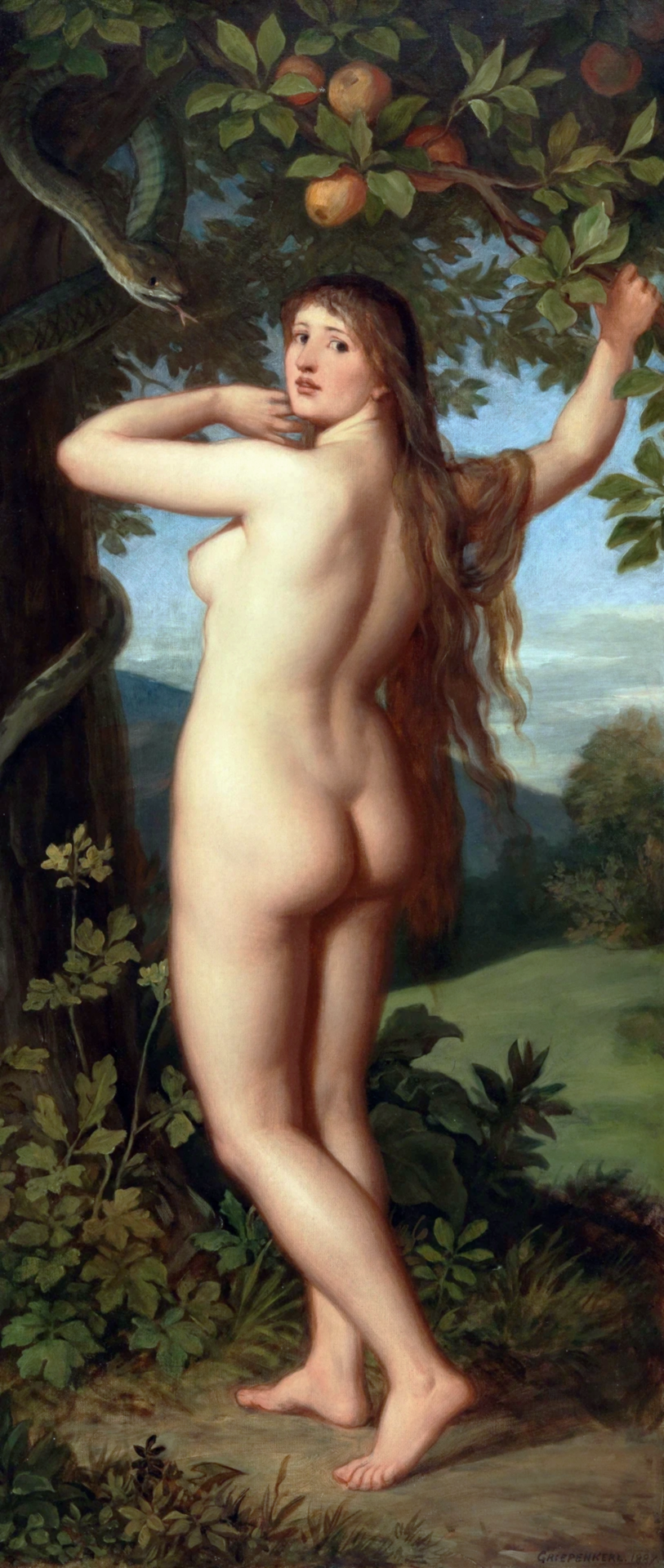
《知善惡樹旁的夏娃》，Christian Griepenkerl（英语：Christian Griepenkerl），1887年
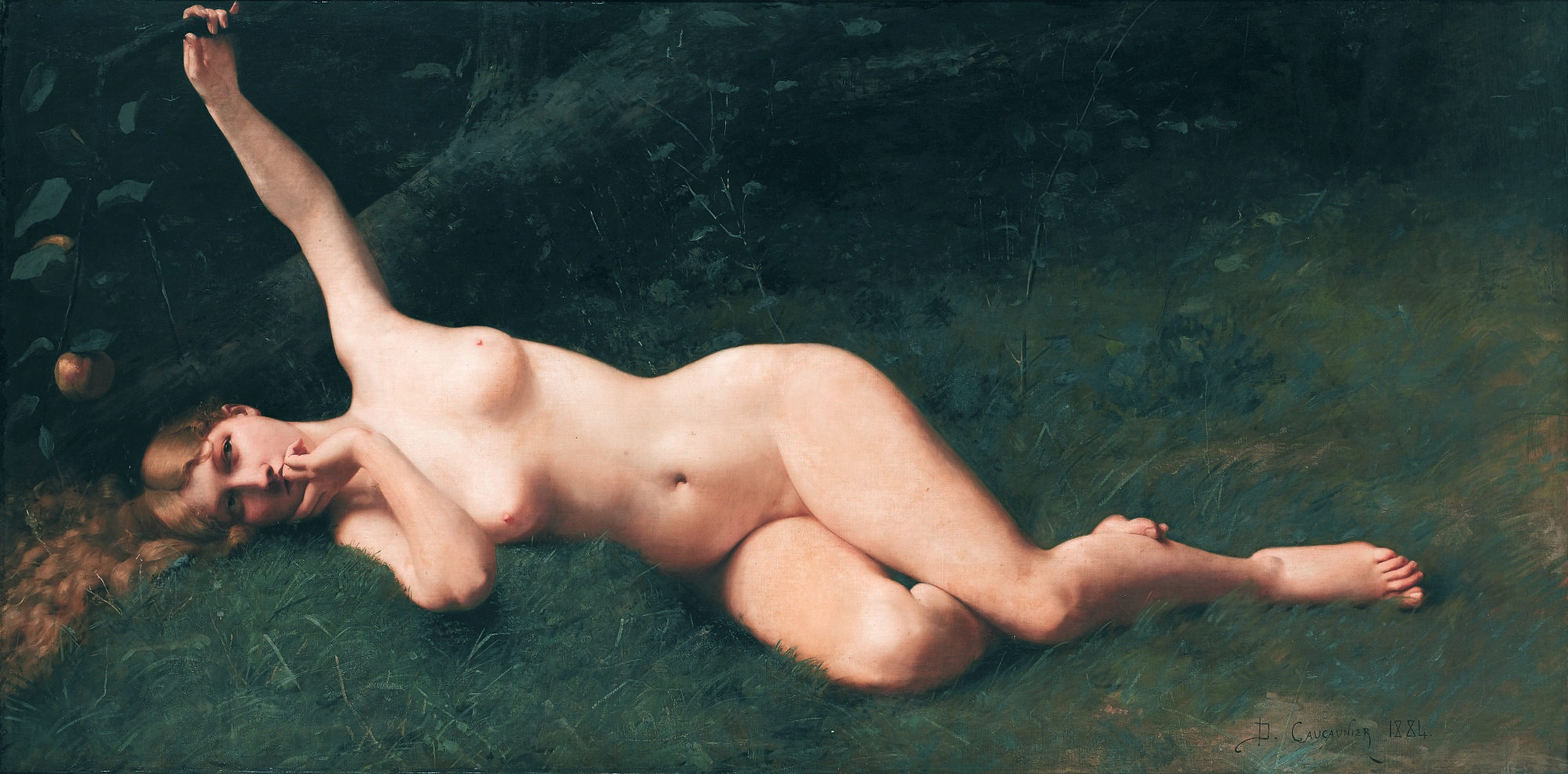
《夏娃與蘋果》，Jean Denis Antoine Caucaunier，1884年
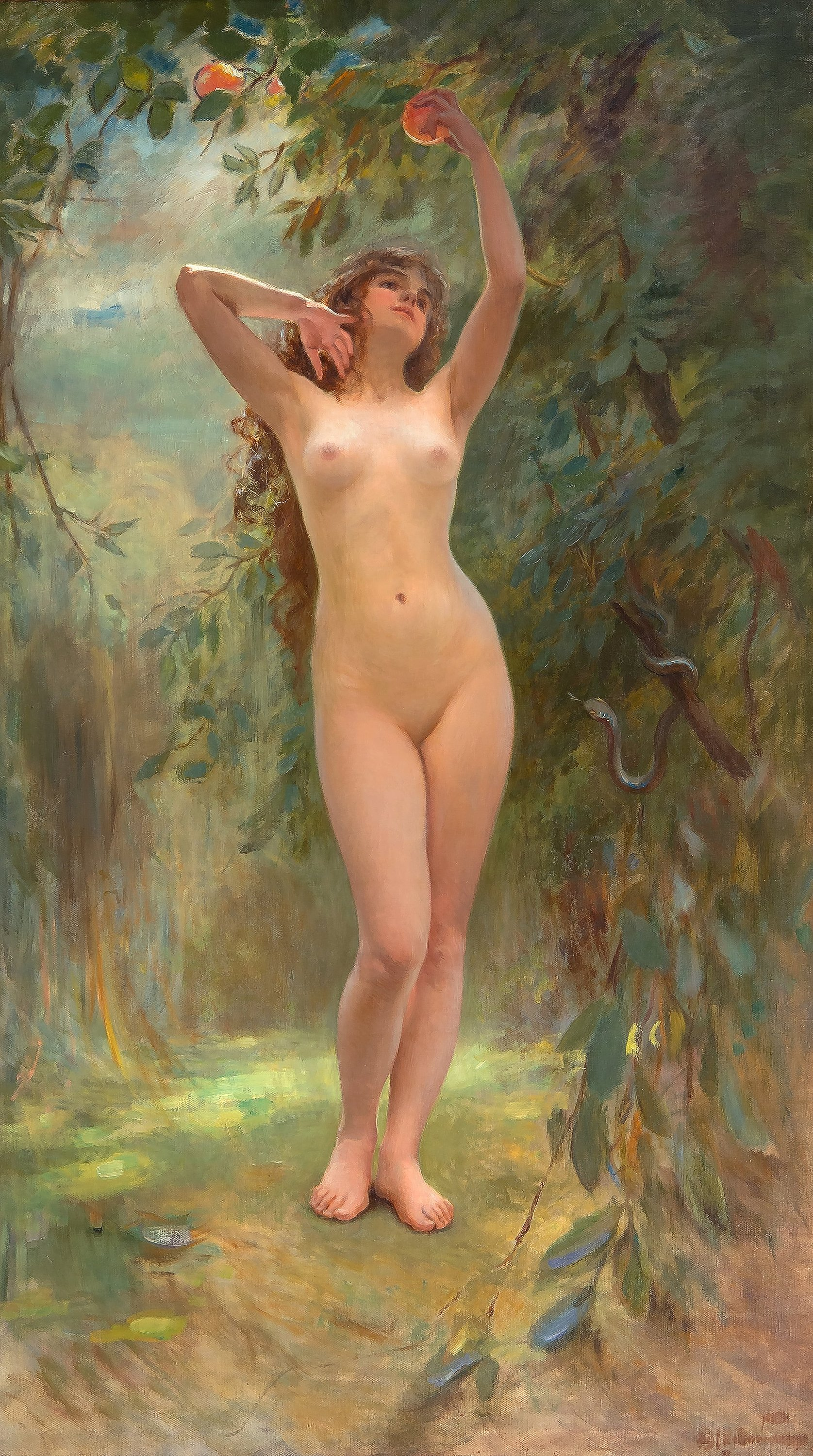
《夏娃》，Viktor Karlovich Schtember，1920年以前

### 伊斯兰教

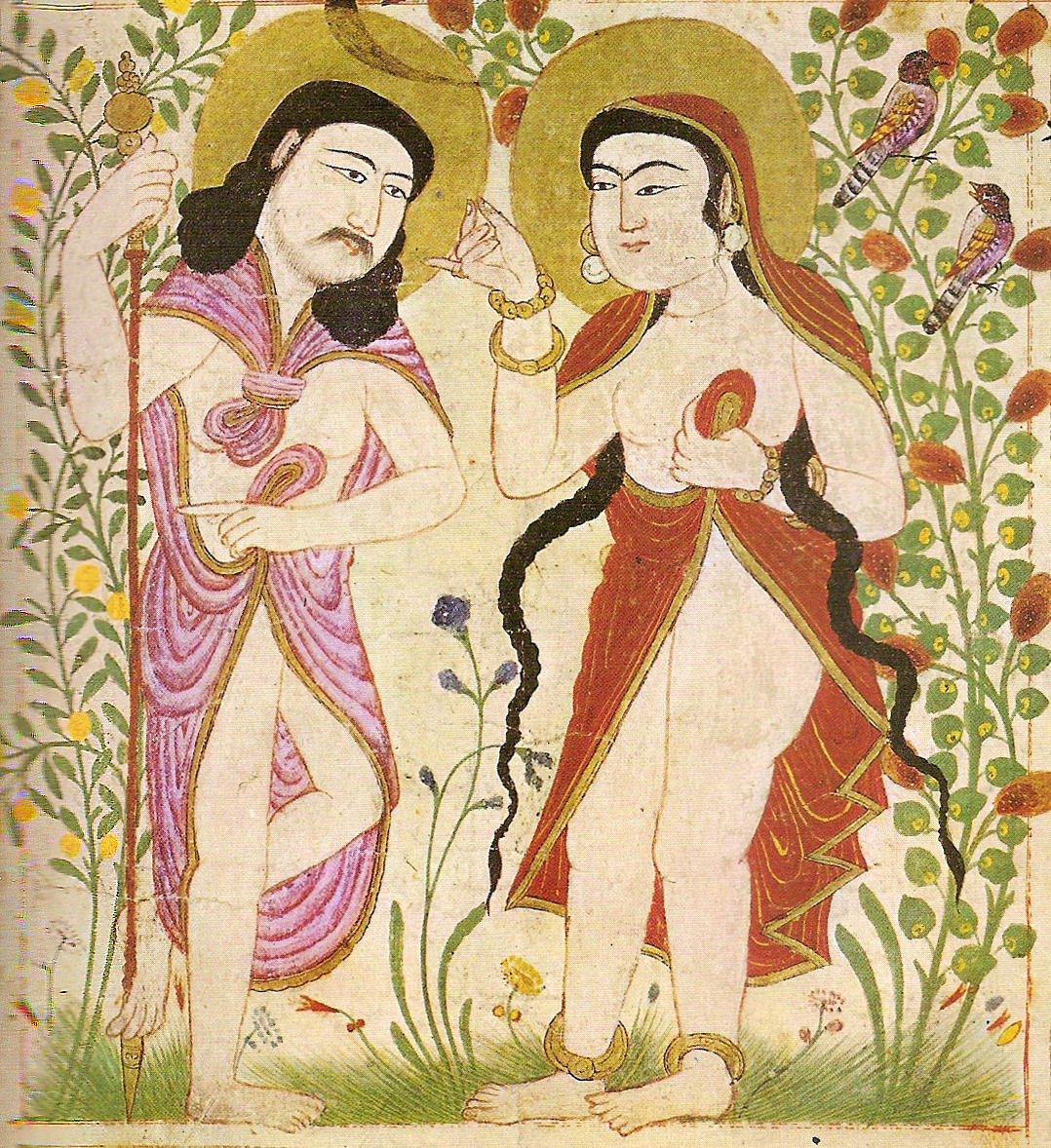
Manafi al-Hayawan的绘画（有用的动物），描绘了阿丹和夏娃。伊朗馬拉蓋，1294-1299年

阿丹（汉译《古兰经》中“亚当”的译法）的配偶在《古兰经》第2章30-39节、第7章11-25节、第15章26-42节、第17章61-65节、第18章50-51节、第20章第110-124节，以及第38章71-85节有提到，但“哈娃/夏娃”（羅馬化：Ḥawwā’）一名从未在古兰经中表明或使用过。哈娃的名字仅在《圣训》中被提及。
包括《古兰经》和聖行在内的伊斯兰文本中对阿丹和哈娃的叙述与《妥拉》和《聖經》相似但有所不同。《古兰经》叙述了真主创造“从一个人创造你们，他把那个人的配偶造成与他同类的，并且从他们俩创造许多男人和女人”的故事（妇女4:1），但是有圣训支持女人创造自肋骨（布哈里聖訓4:55:548及7:62:114、穆斯林聖訓實錄8:3467及8:3468）。哈娃并不因诱使阿丹吃禁果而负全责（原罪的概念也不存在）。相反，《古兰经》指出两人都吃了，并且都应为这一过犯负责（古兰经20:121-122）。
随后的圣训（由艾布·胡莱勒叙述）的真实性受到争议，其中认为穆罕默德将哈娃指定为女人背叛的象征。“阿布·赫拉伊拉述：先知说：'若不是因为巴尼以色列，肉就不会腐烂；如果不是因为哈娃，女人就不会背叛丈夫。”（布哈里聖訓第55卷611）相似但更明确的版本可在地位第二高的先知叙述《穆斯林聖訓實錄》中找到。“艾布·胡莱勒（愿真主喜悦他）述真主的使者（愿他平安）的话说：如果不是哈娃，女人永远不会对丈夫不忠。”（Hadith 3471，第8卷）。

### 巴哈伊信仰
巴哈伊信仰在《已答之问》中对夏娃作出了阐述。阿博都巴哈将夏娃描述为灵魂的象征，并包含着神圣的奥秘。巴哈伊信仰声称先前亚伯拉罕传统中的夏娃的故事是隐喻性的。